# Município de Williamson (condado de Scotland, Carolina do Norte)
O município de Williamson (em inglês: Williamson Township) é um localização localizado no  condado de Scotland no estado estadounidense da Carolina do Norte. No ano 2010 tinha uma população de 7.683 habitantes.

## Geografia
O município de Williamson encontra-se localizado nas coordenadas 34° 47′ 41,89″ N, 79° 34′ 48,9″ O.